# 세이셸의 재외공관 목록

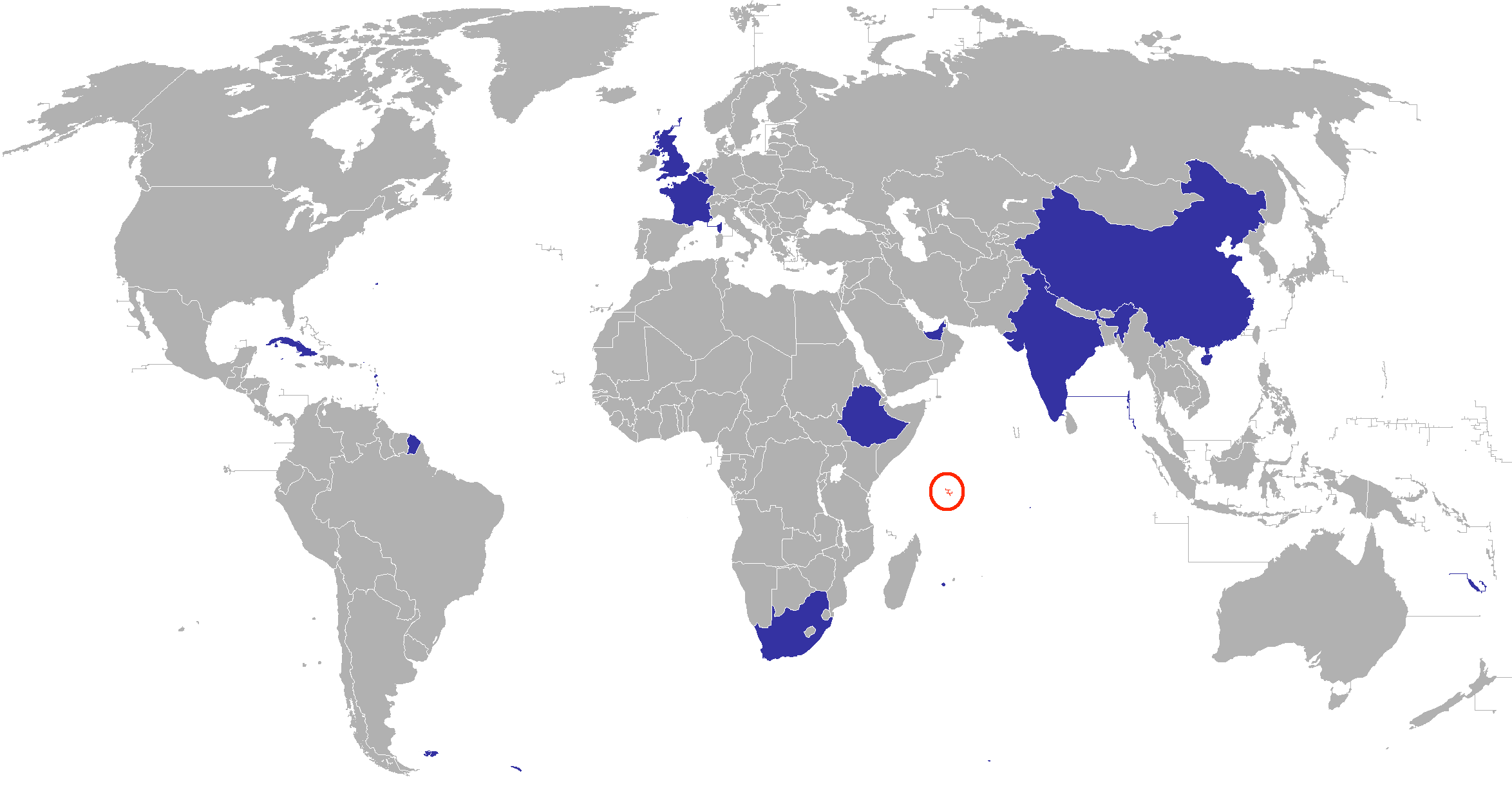
세이셸의 재외공관

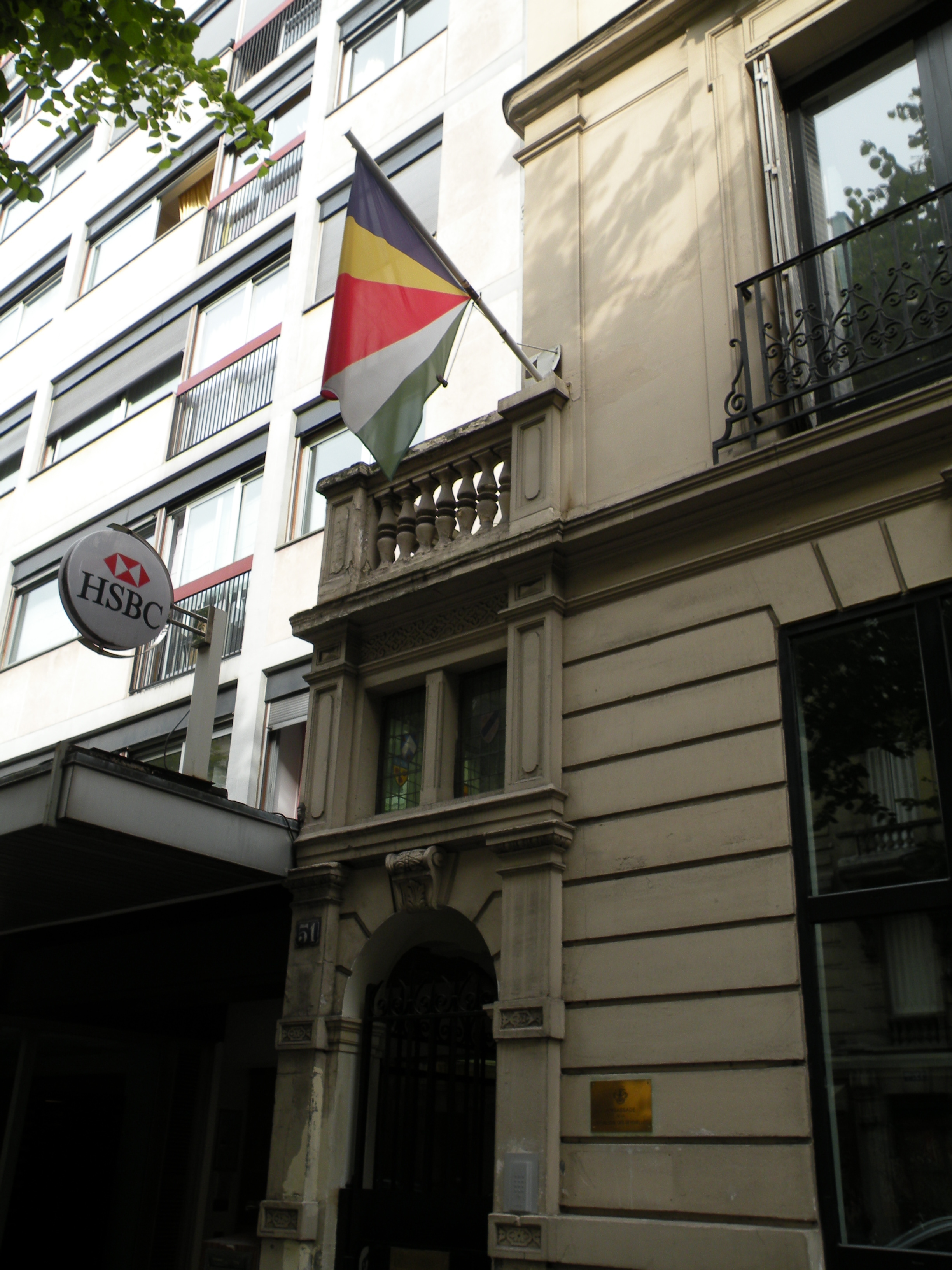
파리 주재 세이셸 대사관

세이셸의 재외공관 목록은 세이셸 주재 대사관과 고등판무관 사무소를 각국에 상주시켜 놓는 것을 의미하며 세이셸의 재외공관을 나열한 목록이다.

## 아프리카
- 에티오피아 : 아디스아바바 (대사관)
- 남아프리카 공화국 : 프리토리아 (고등판무관 사무소)

## 아시아
- 중화인민공화국 : 베이징시 (대사관), 상하이시 (총영사관)
- 인도 : 델리 (고등판무관 사무소)
- 아랍에미리트 : 아부다비 (대사관)

## 유럽
- 벨기에 : 브뤼셀 (대사관)
- 프랑스 : 파리 (대사관)
- 영국 : 런던 (고등판무관 사무소)

## 대표부
- UN 세이셸 정부 대표부 : 뉴욕, 제네바